# Joseph L. Bristow

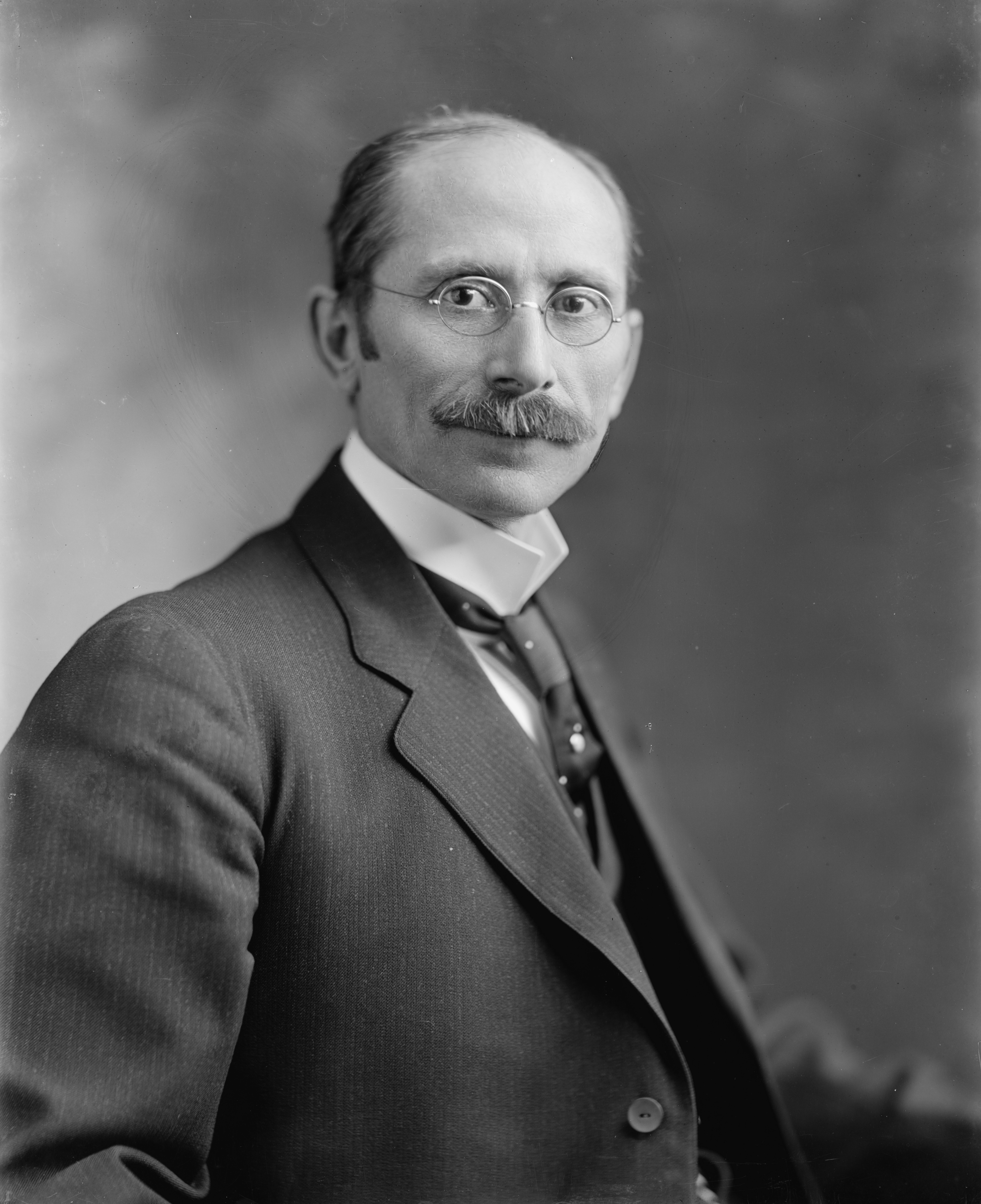
Joseph L. Bristow

Joseph Little Bristow (* 22. Juli 1861 bei Hazel Green, Wolfe County, Kentucky; † 14. Juli 1944 bei Fairfax, Virginia) war ein US-amerikanischer Politiker (Republikanische Partei), der den Bundesstaat Kansas im US-Senat vertrat.
Im Alter von zwölf Jahren zog Joseph Bristow mit seinem Vater von Kentucky nach Fredonia in Kansas, wo er die örtlichen Schulen besuchte. 1886 machte er seinen Abschluss an der Baker University in Baldwin City; danach arbeitete er bis 1890 als Justizangestellter am Bezirksgericht des Douglas County. In diesem Jahr stieg er ins Zeitungsgewerbe ein. Er erwarb den in Salina erscheinenden Daily Republican, für den er bis 1895 auch als Redakteur tätig war. Danach nahm er eine Stelle als Privatsekretär von Gouverneur Edmund Morrill an, die er bis 1897 innehatte. Später besaß er mit dem Ottawa Herald und dem Salina Daily Republican-Journal weitere Zeitungen.
Politisch aktiv war Bristow erstmals 1894 als Sekretär des republikanischen Parteikomitees von Kansas; dasselbe Amt bekleidete er 1898 erneut. Von 1897 bis 1905 arbeitete er unter den Präsidenten William McKinley und Theodore Roosevelt als Fourth Assistant Postmaster General für die Bundesregierung. Schließlich wurde er 1908 für Kansas in den US-Senat gewählt, wo er vom 4. März 1909 bis zum 3. März 1915 verblieb. Während dieser Zeit war er Vorsitzender mehrerer Ausschüsse; für die Wiederwahl wurde er von seiner Partei nicht nominiert.
Bristow verabschiedete sich danach in den Ruhestand. Er arbeitete als Farmer auf seinem Landsitz Ossian Hall, wo er im Juli 1944 starb.